# Wołyńce (powiat sokólski)
Wołyńce – wieś w Polsce, położona w województwie podlaskim, w powiecie sokólskim, w gminie Kuźnica.
| SIMC    | Nazwa              | Rodzaj  |
| ------- | ------------------ | ------- |
| 0033531 | Dubnica Kurpiowska | kolonia |

W latach 1975–1998 wieś należała administracyjnie do województwa białostockiego.
Wierni kościoła rzymskokatolickiego należą do parafii Opatrzności Bożej w Kuźnicy Białostockiej.